# Sedivy László
Sedivy László (Szentendre, 1870. november 11. – Nyitra, 1944. június 16.) nyitrai református lelkész, embermentő.

## Élete
A morva származású Sedivi János református lelkésztanító és Baranyay Angyelika fia. Szentendrén, majd a váci kegyesrendieknél, illetve a kecskeméti református főgimnáziumban tanult. Teológiát Pesten és Pápán végzett, majd tanítóképesítő vizsgát tett Nagykőrösön.
Előbb kamocsai káplán, majd segédlelkész Komáromszentpéteren. Később helyettes lelkész Negyeden és 1896 tavaszától decemberéig Diósförgepatonyban szolgált lelkésztanítóként. Ekkor a nyitrai missziós egyház élére hívták meg, s rögtön gyűjtést kezdett a református templom felépítésére. Ellátta az illavai és a lipótvári fegyház börtönlelkészi teendőit is. 1905. március 12-én jelen volt a pőstyéni evangélikus templom alapkőletételénél. 1906-tól a ruttkai reformátusok az evangélikus templomban tartottak istentiszteletet. 1908-ban gyűjtést kezd a ruttkai református templom építésére. A nyitrai református templomot 1910-re építették és 1911. március 12-én szentelték fel. A templom ökumenikus módon az evangélikusok istentiszteleteit is szolgálta, ám ebben 1914-től a nagygeresdi egyezség felmondása után gondok adódtak. A templom ma is ökumenikus módon szolgál.
A 20. század elején a ruttkai polgári iskola református hitoktatója. Az 1908-1910-es években a zsolnai állami főreáliskola, illetve az első világháború végéig (1914-1917) a nagyszombati bencés gimnázium egyik hitoktatójaként is működött.
1921-től az érsekújvári gyülekezet Nyitra szórványává válik, s ezáltal átveszi az ógyallai Móroch Mihálytól a gyülekezet gondozását. 1921. február 13-án ő képviselte a reformátusokat a nyitrai hármas katolikus püspökszentelésen (Karol Kmeťko, Marián Blaha, Ján Vojtaššák). 1925-ben arany díjat nyert az érsekújvári gazdasági egyesületi kiállításon.
Az önálló Szlovák Állam kikiáltása után is aktív szervezője a határon túl maradt szlovákiai református gyülekezeteknek. 1939 júniusától a Szlovákiában maradt református gyülekezetek egyik lelkészi tanácsbírója. A második világháború éveiben több éven át titokban rendőri megfigyelés alatt állt. Tömegesen keresztelte át (1942-ben 769 személyt) a zsidókat több szlovákiai nagyvárosban a református vallásra, valamint bújtatta is őket. A Grenzbote című lap 1942. augusztus 12-i és 28-i számában megvádolták. Ezután 1942. augusztus 27-én letartóztatták, majd szeptember 2-án az államrendőrség pozsonyi központjába szállították. Szeptember 15-én kihallgatták. A három oldalnyi jegyzőkönyv szerint elmondta, hogy a tömeges mentés márciusban folyt és a pozsonyiakat helyettesítő minőségében keresztelte. Az illavai börtönbe hurcolták és megkínozták. 1944 júniusában tüdőgyulladásban hunyt el.

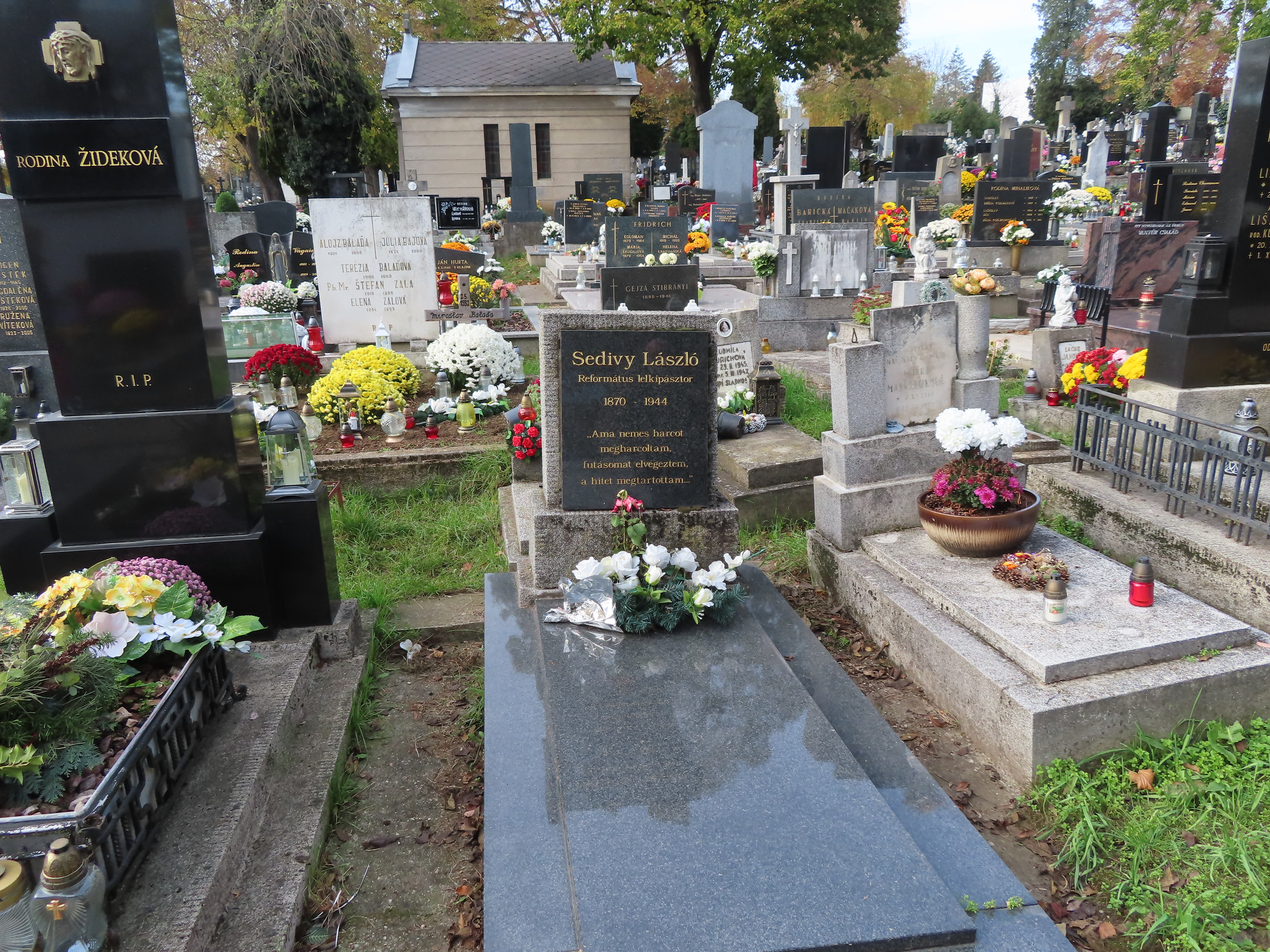
Sírja Nyitrán

A nyitrai köztemetőben nyugszik. 1991-ben sírkövéről a magyar feliratú emléktáblát (a jó pásztor életét adja a juhokért) eltüntették.
Támogatta a Református teológiai akadémiát és gimnáziumot Pápán. Feleségétől elvált.

## Emléke
- Sedivy László Szakkollégium
- 2012 Helytállásért elismerő oklevél, posztumusz[21]

## Művei
- 1901 Lelkészbeiktatás a lipótvári fegyintézetben. Dunántúli Protestáns Lap 12, 670-672.
- 1903 Jelentés a nyitrai missióról az 1902–1903. évben. Dunántúli Protestáns Lap 14, 829-933.
- 1907 Vakondoktúrás veteményes kertjeinkben. Protestáns Egyházi és Iskolai Lapok 50/18, 275-276.
- 1913 Missziói jelentés a nyitrai és a ruttkai missziói körök 1912. évi állapotáról. Dunántúli Protestáns Lap 24, 84-85.